# Amplicephalus villarricus
Amplicephalus villarricus är en insektsart som beskrevs av Dlabola 1967. Amplicephalus villarricus ingår i släktet Amplicephalus och familjen dvärgstritar. Inga underarter finns listade i Catalogue of Life.